# Chartbit
Chartbit (in ucraino Хартбіт?) è un singolo della cantante ucraina Dorofjejeva, pubblicato il 20 giugno 2024 come secondo estratto dal secondo album in studio Heartbeat.

## Video musicale
Il video musicale, diretto da Tanja Muïn'o, è stato reso disponibile in concomitanza con l'uscita del brano attraverso il canale YouTube dell'artista ed è finito in lizza per lo YUNA al miglior video musicale.

## Tracce
Testi di Nadija Dorofjejeva e Miša Kacurin, musiche di Nadija Dorofjejeva, Miša Kacurin e Pavlo Bilousov.
1. Chartbit – 3:07

## Formazione
- Dorofjejeva – voce, produzione
- Iryna Horovaja – produzione
- Pavlo Bilousov – mastering, missaggio

## Classifiche

### Classifiche settimanali
| Classifica (2024) | Posizione massima |
| ----------------- | ----------------- |
| Ucraina           | 1                 |

### Classifiche di fine anno
| Classifica (2024) | Posizione |
| ----------------- | --------- |
| Ucraina           | 29        |